# Gdynia Karwiny
Gdynia Karwiny – przystanek Pomorskiej Kolei Metropolitalnej.

## Położenie
Znajduje się na linii nr 201 w pobliżu skrzyżowania ulic Sopockiej i Wielkopolskiej, na trójstyku granic dzielnic Karwiny, Mały Kack i Wielki Kack.

## Ruch pasażerski
| Rok  | Wymiana pasażerska na dobę |
| ---- | -------------------------- |
| 2017 | –                          |
| 2022 | 300-499                    |

## Historia
W 2016 rozpisano przetarg na budowę przystanków Gdynia Karwiny i Gdynia Stadion. Oferty na realizacje tego zadania należało składać do 26 sierpnia 2016, co uczyniło siedem firm. Najniższą cenę zaoferowało konsorcjum firm Budimex SA i Ferrovial Agroman SA (pierwsza z nich była wykonawcą linii nr 248 (PKM) i położonych na niej przystanków. Umowę podpisano 22 września 2016. Wartość kontraktu opiewała na 25,5 miliona złotych. 3 października 2016 oficjalnie przekazano tereny w ręce wykonawcy. Nowy przystanek został oddany do użytku w grudniu 2017, w związku z czym pobliski przystanek Gdynia Wielki Kack jako oddalony od zabudowy oraz szlaków komunikacyjnych został wyłączony z eksploatacji.
W 2017, w związku z planami budowy trzeciego toru między Gdynią Główną a Gdańskiem Osową, władze miejskie zobowiązały się do przebudowy wiaduktów nad torami w ciągu ul. Wielkopolskiej. W zamian PKP PLK miały sfinansować budowę muru oporowego wzdłuż ul. Strzelców, a Urząd Marszałkowski zwiększył dofinansowanie unijne całego projektu. Wniosek Gdyni o rozszerzenie projektu i zwiększenie dofinansowania został pozytywnie rozpatrzony we wrześniu 2019, kiedy zwiększono finansowanie inwestycji o 19 mln zł. Jednocześnie miasto aneksowało umowę z projektantem (Transprojekt Gdańsk), zwiększając zakres zamówienia o projekt całkowicie nowych wiaduktów nad torami, za co zapłaciło dodatkowo 1,5 mln zł.
Przeniesienie obsługi pasażerskiej z przystanku Wielki Kack na przystanek Karwiny, a także likwidacja dublującej PKM linii autobusowej 4A, spowodowały podwojenie liczby obsługiwanych pasażerów z 3,2 tys. w listopadzie 2017 do 5,5 tys. w styczniu 2018.

## Infrastruktura
Przystanek zlokalizowany jest na łuku, w wąwozie pod ulicami Wielkopolską i Sopocką. Wyposażony jest w dwa jednokrawędziowe perony o długości ponad 160 metrów, zwieńczone charakterystycznymi dla większości innych przystanków PKM czerwonymi wiatami. Perony połączone są ze sobą kładką.
Z uwagi na prowadzenie na linii 201 przewozów towarów ponadgabarytowych, na wysokości peronów wykonany został splot torowy, dzięki czemu pociągi z przekroczoną skrajnią omijają w bezpiecznej odległości krawędź peronów.